# Svensk klotterlav
Svensk klotterlav (Opegrapha suecica) är en lavart som beskrevs av Källsten och Göran Thor. Svensk klotterlav ingår i släktet Opegrapha, och familjen Roccellaceae. Enligt den finländska rödlistan är arten starkt hotad i Finland. Arten är reproducerande i Sverige. Artens livsmiljö är kalkstensklippor och kalkbrott, inklusive bar kalkjord.